# Christian Kröner
Johann Christian Kröner (né le 3 février 1838 à Rinteln, mort le 10 octobre 1911 à Düsseldorf) est un peintre prussien.

## Biographie

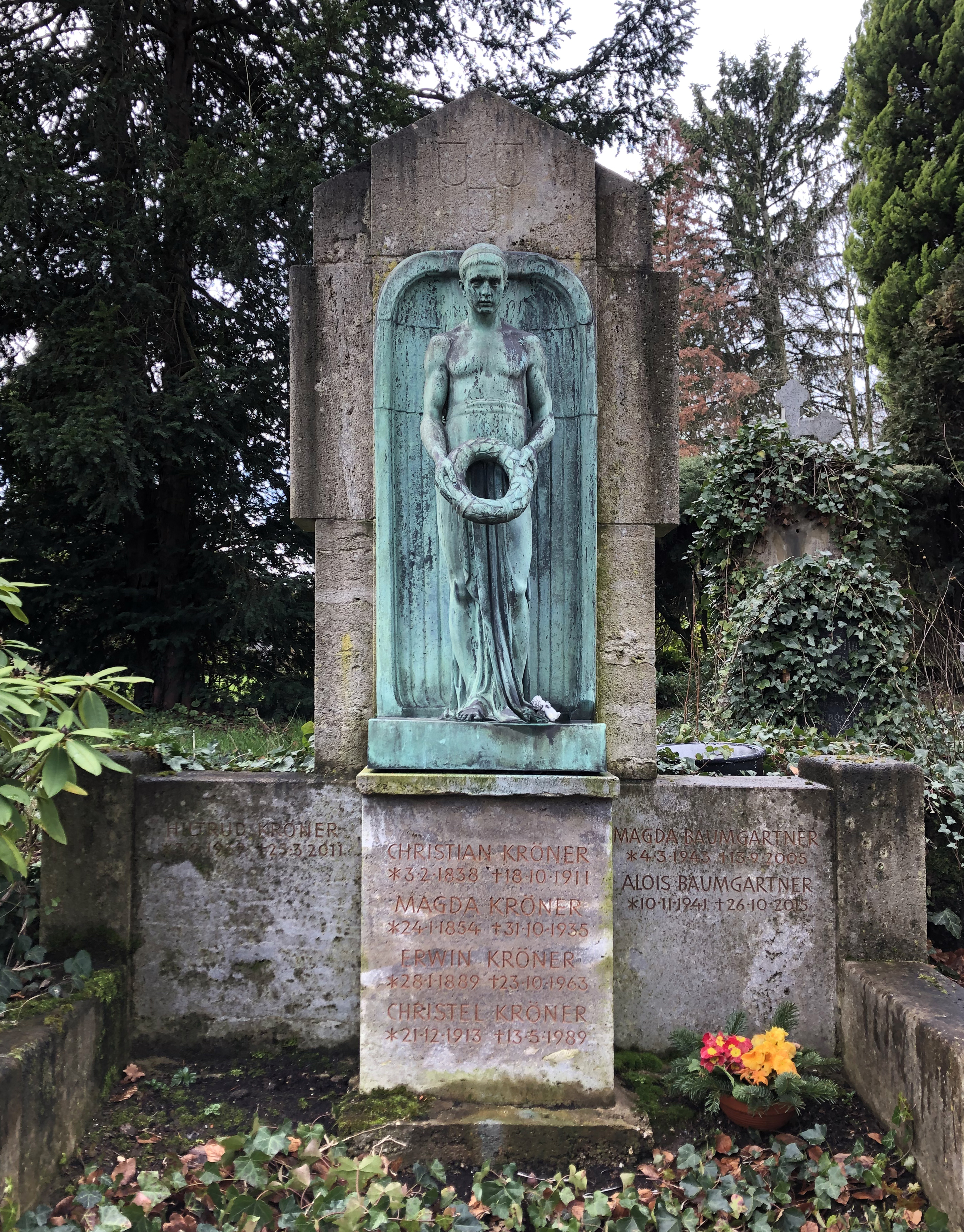
Sépulture.

Christian Kröner est le fils de Johann Kröner, peintre décoratif, et de son épouse Clara Regina Meyer. Il fait un apprentissage avec son frère qui a repris l'atelier de son père. Il se consacre véritablement à la peinture en 1861. Il va à Munich et à l'école de Brannenburg, pour peindre des paysages. En 1862, il s'installe à Düsseldorf. Il rejoint Ludwig Hugo Becker, fréquente l'école de peinture et devient membre de Malkasten. Parmi ses amis, il y a Gustav Süs (de), Carl Bertling (de) ou Eduard Geselschap. Il fait des voyages en Haute-Bavière, en Thuringe et en particulier en Westphalie. Chasseur, il représente des scènes de chasse.
Kröner donne des cours en privé. En 1879, il enseigne à Magda Helmke (de) qui deviendra son épouse en 1883. Leur fils Erwin Kröner sera peintre.
Il est inhumé au cimetière du Nord de Düsseldorf.